# District de Mantes
Le district de Mantes est une ancienne division administrative française du département de Seine-et-Oise de 1790 à 1795.

## Composition
Il était composé des cantons de Mantes, Fontenay Saint Pere, Laroche sur Seine, Limay, Magny, Rosny et Bréval.

## Galerie

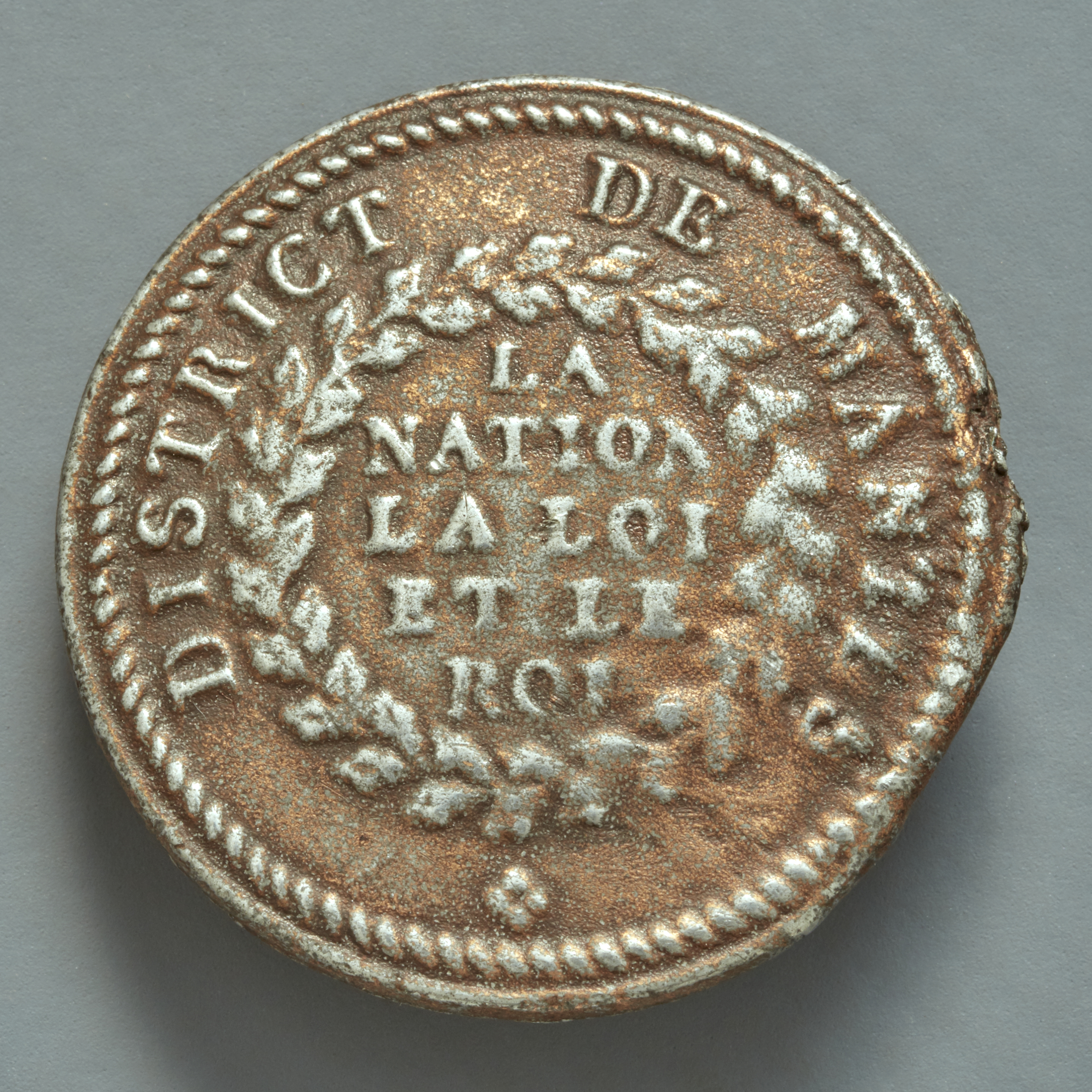
Bouton (musée Carnavalet)